# 戴夫·考兹
大衛·史提芬·考兹（David Stephen Koz，1963年3月27日—）是一位美国轻柔爵士薩克斯風手。

## 早期生活
1963年3月27日戴夫·考兹出生于加利福尼亚州恩西诺市，父母是犹太人，父亲诺曼是皮肤科医生，母亲奥黛丽哈是药剂师。大卫有一个弟弟杰夫和一个妹妹罗伯塔，杰夫也是一个音乐家。尽管他是犹太人，考兹偶会在他的音乐会上演奏圣诞节和光明节歌曲。他入讀加利福尼亚洛杉矶林地山（Woodland Hills）的威廉霍华德塔夫脱特许高中，是校內爵士乐队演奏萨克斯的成員。1986年他以大众传媒学位毕业于加州大学洛杉矶分校，毕业后只有几周就决定成为一名专业的音乐家。

## 职业生涯
毕业没几周，他被招募成为鲍比·考德威尔巡回演出的成员。1980年代末，考兹在几个乐队中担任录音乐师和杰夫·罗伯（Jeff Lorber）一起巡回演出。在1980年代末和1990年代初，考兹是理查·马克斯乐队的成员並一起巡回演出。他还在哥伦比亚广播公司（CBS）的The Pat Sajak Show中演奏，汤姆·斯科特担任领队。
1990年，考兹决定单飞，并开始為国会唱片（Capitol Records）录制。他的专辑包括《幸运的男人》、《舞蹈》、《Saxophonic》。Saxophonic被提名格莱美奖和有色人种促进协会形象奖。1994年，考兹开始主持一個廣播聯賣電台节目，「戴夫·考兹的广播节目」（Dave Koz Radio Show，以前稱「个人笔记」），是關於最近的音乐和访谈。戴夫在洛杉矶一間轻柔爵士電台「94.7电台」共同主持「戴夫·考兹早间节目」（The Dave Koz Morning Show）長達六年。2007年1月他决定离开这个节目，由布莱恩·麦肯奈特接替。2002年考兹与弗兰克·科迪和海曼·卡茨开設了一家唱片公司「相约娱乐」（Rendezvous Entertainment）。

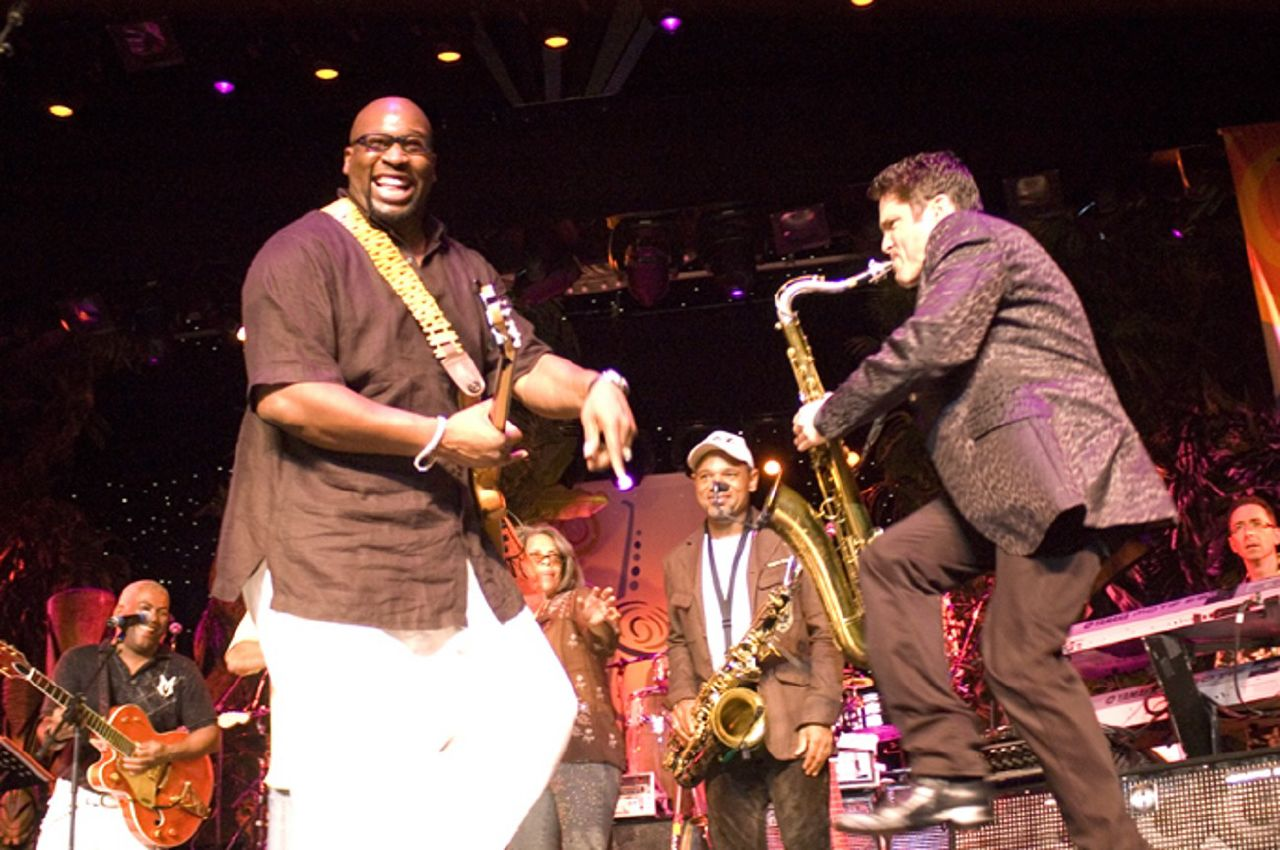
2006年戴夫和威曼·迪斯戴尔（Wayman Tisdale）在戴夫·考兹与朋友的柔和爵士乐巡航（Dave Koz & Friends Smooth Jazz Cruise）上的表演

2006年，考兹被选中为Broadcast Architecture公司举办的新爵士乐网络午后节目擔任主持。这个演出以洛杉矶為基地，在全国其它爵士乐电台播出。在一周中，考兹和拉姆齐·刘易斯是仅有的两个柔和爵士乐人物擔任主持，分别主持两个不同的节目。国会唱片/百代唱片的“Forever Cool”（2007年）突出了考兹在编曲中加入了后迪恩马丁的新风格。
自2005年以来，考兹加入了一年一度的戴夫·考兹与朋友的柔和爵士乐巡演。
考兹主持了名为Frequency的每周半小时的电视访谈节目。考兹采访的音乐家有地，風與火、乔纳森·巴特勒和凯利·斯威。在每次采访结束之前，他都会和受采访的音乐家一起表演，在他们的热门歌曲中添加一些萨克斯管即兴演出。
考兹也是The Emeril Lagasse Show的樂隊领班。这个乐队Dave Koz & The Kozmos的成員有吉他手Jeff Golub、键盘手Philippe Saisse、低音吉他手Conrad Korsch和鼓手Skoota Warner。
考兹演奏往往使用一个雅马哈中音萨克斯搭配比才尔七号金属喉舌，或者一个雅马哈降B高音萨克斯搭配8号Couf喉舌，又或者埃马克6次中音萨克斯管搭配一个Berg-Larsen 90/2硬橡胶喉舌。
2009年9月22日，考兹在好莱坞星光大道（Hollywood Walk of Fame）收到一颗星。
2010年10月，考兹在《绝望的主妇》第七季插曲“Let Me Entertain You”中与歌手Dana Glover一同演奏“Start All Over Again”。2012年7月，他在The Eric André Show第1季第7集登場，坐在乐队中。
2014年12月，他开了Spaghettini & the Dave Koz Lounge，是一个內有现场音乐演出的餐厅，位于加州比佛利山庄的184 North Canon Drive，合作伙伴还有Cary Hardwick和Laurie Sisneros，他们在西尔滩开了Spaghettini。

## 个人生活
2004年4月在The Advocate杂志一次采访中，考兹公开自己是同性恋。